# Nuclídeo radiogênico
Um nuclídeo radiogênico (ou isótopo radiogênico) é um nuclídeo resultante de reações de decaimento nuclear. Certos isótopos são de natureza inteiramente radiogênica, em particular isótopos radioativos com meias-vidas muito curtas para serem capazes de existir como isótopos primordiais (desde a formação da Terra). Eles estão presentes apenas como produtos radiogênicos, ou de decaimentos radioativos que continuam ou de processos cosmogênicos (induzidos por raios cósmicos) que os formaram recentemente. Um exemplo é o ástato, cujo isótopo mais estável tem um período radioativo de 8,1 h. Assim, todos os isótopos do ástato são inteiramente radiogênicos, resultantes de decaimentos radioativos, o que também explica por que é o elemento mais raro naturalmente presente na Terra (a estimativa mais alta permanece abaixo de 30 g de ástato na Terra). Outro exemplo é o carbono-14 (14C), com um período radioativo de 5730 anos, não existindo como isótopo primordial, mas é encontrado na Terra, tanto como produto de determinados decaimentos radioativos (de origem natural assim como humana) e como resultado de processos cosmogênicos (a radiação cósmica induz a formação de 14C na atmosfera superior a partir do nitrogênio natural 14N).
Para isótopos radiogênicos que se desintegram muito lentamente (várias centenas de milhões de anos) ou que são estáveis, sempre existe uma fração primordial. Por exemplo, o chumbo 206Pb existe na natureza, tanto como um isótopo primordial (como é estável, uma fração do chumbo-206 existente está presente desde a formação da Terra) quanto como um isótopo radiogênico da cadeia de decaimento do urânio-238.

## Uso
Os isótopos radiogênicos estão entre as ferramentas mais importantes da geologia, com dois usos principais:
1. Em comparação com a quantidade de um isótopo radioativo original em um determinado sistema, a quantidade do produto radiogênico pode ser usada como uma ferramenta para datação radiométrica, por exemplo, na datação por urânio-chumbo.
2. Em comparação com a quantidade de um isótopo não radiogênico do mesmo elemento, a quantidade do isótopo radiogênico é usada como um marcador isotópico, por exemplo 206Pb/204Pb. Este método é discutido detalhadamente no artigo de geoquímica isotópica.

## Exemplos
Alguns isótopos de ocorrência natural são inteiramente radiogênicos, mas todos são isótopos radioativos, com meia-vida muito curta para ocorrer primordialmente. Assim, eles estão presentes apenas como filhos radiogênicos dos processos de decaimento em andamento, ou então processos cosmogênicos (induzidos por raios cósmicos) que os produzem na natureza recentemente. Alguns outros são produzidos naturalmente por processos nucleogênicos (reações nucleares naturais de outros tipos, como a absorção de nêutrons).
Para isótopos radiogênicos que decaem devagar o suficiente, ou que são isótopos estáveis, uma fração primordial está sempre presente, pois todos os isótopos estáveis e com vida útil suficiente ocorrem, de fato, naturalmente de forma primordial. Uma fração adicional de alguns desses isótopos também pode ocorrer radiogenicamente.
O argônio é outro exemplo de um elemento parcialmente radiogênico. De fato, 99,6% do argônio atmosférico é o isótopo radiogênico 40Ar, resultante do decaimento beta de 40K (potássio-40) naturalmente presente na crosta terrestre.  
O chumbo possui quatro isótopos estáveis (Pb-204, Pb-206, Pb-207 e Pb-208), cujas quantidades primárias são encontradas em proporções fixas e conhecidas. No entanto, apenas o Pb-204 é completamente primordial; os outros três isótopos também são encontrados como produtos radiogênicos da decomposição do urânio e do tório. Ou seja, o Pb-206 é formado a partir de U-238, o Pb-207 de U-235, e Pb-208 de Th-232. As quantidades excessivas desses isótopos mais pesados permitem determinar a idade das rochas que contêm urânio e tório.